# 3 г. пр.н.е.
3 (трета) година преди новата ера (пр.н.е.) е обикновена година, започваща в сряда или обикновена година, започваща в четвъртък по юлианския календар.

## Събития

### В Римската империя
- Консули на Римската империя са Луций Корнелий Лентул и Марк Валерий Месала Месалин.

## Родени
- 24 декември – Сервий Сулпиций Галба, римски император (умрял 69 г.)[1]